# Clive Barker
Clive Barker, född 5 oktober 1952 i Liverpool, är en brittisk författare, filmskapare och dramatiker. Han är numera bosatt i Los Angeles.
Förutom att skriva noveller och romaner med skräck som tema ägnar sig Barker även åt filmskapande. Sin första film, Hellraiser, gjorde han 1987 och den är baserad på hans egen roman The Hellbound Heart.

## Biografi

### Personligt
Clive Barker föddes i Liverpool i England och är son till Joan Rubie som var målare och skolkurator, och Leonard Barker som var chef för en industrirelationsfirma. Han gick på samma skola som John Lennon: Dovedale County Primary och Quarrybank, han studerade engelska och filosofi på universitetet i Liverpool. Clive Barker är numera bosatt i Los Angeles i Kalifornien tillsammans med David Emilian Armstrong, hans partner sedan 17 år tillbaka. Armstrong är fotograf och har dottern Nicole från ett tidigare förhållande. Barker är öppet homosexuell sedan det tidiga 1990-talet.
2003 vann Clive Barker "GLAAD Davidson/Valentini Award" på den 15:e årliga GLAAD mediagalan. Priset tilldelades honom med motiveringen "to an openly lesbian, gay, bisexual or transgender individual who has made a significant difference in promoting equal rights for any of those communities". Barker är kritisk till organiserad religion men han säger trots detta att han tror på Gud och Bibeln och att det kristna budskapet genomsyrar hans böcker.
Clive Barker har sagt “Jag vill bli ihågkommen som en tankens upptäcktsresande, någon som använder sin fantasi som ett färdmedel för att resa bortom sina personliga begränsningar, för att hitta någon form av ordning i vad som till synes är kaos i universum. Jag använder min fantasi för att hitta mening både för mig själv och förhoppningsvis för mina läsare.”

### Författarskap
Clive Barker är en av de ledande författarna inom den samtida romankonstens skräck och fantasy genrer. Hans tidiga romaner och noveller var mer orienterade mot skräck. De flesta var i novellformat samlade i böckerna Books of Blood 1 – 6 och den faustiska romanen De fördömdas spel 1985.    
Senare har Barker rört sig mer mot den moderna fantasygenren, eller som han själv kallar det urban fantasy, med vissa element av skräck i böckerna Den blodbestänkta väven 1987, Den stora föreställningen 1989, Galilee 1998 och den mystiska Imajica 1991 där han arbetar med en djupare och mer färgrik version av verkligheten, kopplingen mellan sinnet och drömmen och möjligen att flytta sig mellan olika verkligheter. Hans senaste roman är Galilee II.
När Books of Blood publicerades i pocket i USA citerades Stephen King på omslaget: "I have seen the future of horror, his name is Clive Barker." En textkritisk analys på Barkers texter finns med i S. T. Joshis The Modern Weird Tale 2001.  

#### Sexualiteten och det övernaturliga
Barkers litterära stil karaktäriseras av vetskapen att dolda och fantastiska världar existerar vid sidan av vår egen. Sexualiteten hos det övernaturliga spelar också en stor roll i Barkers litteratur och från början av hans författarkarriär har kvantiteten och detaljrikedomen i användningen av det sexuella i hans böcker stegrats. Han använder sig även av kontraster som helvetet och himlen och smärta och njutning. Det senare är speciellt tydligt i romanen The Hellbound Heart.
I början av Barkers karriär var sensualiteten och sexualiteten mer implicit, men den fanns där i novellen Det Förbjudna förklarar Godismannen (Candyman) sin köttsliga kärlek till Hellen men den är inte på något sätt så väl beskriven som den är i senare verk. I novellen Madonnan beskrivs förlusten av könet då två män med olika syn på livet förlorar sin manlighet. I Den blodbestänkta väven möter läsaren en varmare sensualitet som är mer orienterad mot kärlek men sexualdrifterna är fortfarande implicita.
När Barker kommer in på nittiotalet och även i slutet på åttiotalet så rör sig hans tidigare sensualitet mot en mer köttslig och explicit sexualitet, i romanen Den stora föreställningen (1989) så kommer han även första gången rent konkret in på homosexualitet. De sexuella scenerna blir även beskrivande och han börjar även beskriva det som är sexuellt avvikande. I Den stora föreställningen förekommer förutom homosexualitet även sexuella scener där djur blandas in. 
Det som skiljer Barkers sexuella användning är att dessa scener ofta är djupt inbäddade i handlingen och har avgörande konsekvenser på hur själva storyn sen kommer att utvecklas till skillnad från skräckförfattare som bara använder sex för att skapa uppmärksamhet.

### Filmskaparen
Clive Barker har alltid haft ett speciellt intresse för filmkonsten. Han skrev manuset till Underworld (eller Transmutations - 1985) och Rawhead Rex (1986). Båda filmerna regisserades av George Pavlou men båda fick dålig kritik i media. Missnöjd med hur hans manus behandlats valde han att regissera Hellraiser som baserades på hans bok The Hellbound Heart själv. Hans tidiga filmprojekt, de korta Salome och The forbidden, är experimentell konstfilm med många surrealistiska element, båda har åter utgivits på publikens begäran. Efter hans film Nightbreed (Cabal) vilken av filmpubliken ansågs vara en flopp så åter gick Barker till arbetet med Lord of Illusions. 
Barker var exekutivproducent för filmen Gods and Monsters vilken mötte bifall hos kritiker och hos filmpubliken. Under en tid jobbade han med en filmatisering av Abarat-trilogin under Disneys ledning men allteftersom meningsskiljaktigheterna växte bestämde han sig för att avsluta projektet. Han jobbar även med att utveckla sina Tortured Souls-leksaker tillsammans med McFarlane Toys.  
Under 2006 meddelade Barker via sin officiella hemsida att han arbetar med manus till en ny inspelning av Hellraiser-filmen.
En av Barkers noveller med titeln Det Förbjudna blev film under titeln Candyman som även fick två uppföljare.  
Den japanska regissören Ryuhei Kitamura regisserade 2008 filmen Midnight Meat Train från Jeff Buhlers manus som baserades på Barkers korta novell med samma titel.
En film baserad på hans novell Madonnan från Det Förbjudna är i planeringsstadiet. Han jobbar även med manuset till en film som baseras på hans ungdomsroman The Thief of Always.

### Bildkonst
Clive Barker är även bildkonstnär och illustrerar ofta sina egna romaner. Hans målningar kom först ut som omslag till hans fanclubmagasin Dread, som publicerades av Fantaco i början av nittiotalet, samt som omslag till hans dramasamling Incarnations (1995) och Forms of Heaven (1996). Hans målningar pryder även den brittiska originalutgåvan av Book of Blood-serien. Hans bildkonst visas nu upp på Bert Green Fine Art i Los Angeles, Kalifornien. Han har även haft utställningar på Bess Cutler Gallery i New York och La Luz De Jesus i Los Angeles. En stor mängd av hans målningar och skisser kan man finna i boken Clive Barker, Illustrator som publicerades (1990) av Arcane/Eclipse Books och i Visions of Heaven and Hell, som publicerades (2005) på Rizzoli Books. Barkers officiella webbplats har ett stort onlinegalleri av hans konst inklusive det exklusiva materialet the Imagining Man project och andra pågående projekt.
Barker har även gjort illustrationerna till sin ungdomsroman The Thief of Always (1992) och till Abarat serien.

### Datorspel
Clive Barker har även arbetat kreativt med skräck inom datorspel, i spelet Clive Barker's Undying (2001) gör han även rösten till karaktären Ambrose. Undying utvecklades av DreamWorks Interactive och släpptes 2001. 
Barker meddelade i juli 2006 att han var på väg tillbaka till datorspelsbranschen i och med arbetet på Clive Barker's Jericho för Codemasters som släpptes i slutet av  2007.

### Seriemagasin
Efter att under hela sin uppväxt varit ett stort seriefan fick han sin egen superhjälte publicerad när Marvel Comics utgav sin Razorline-serie 1993. Dessutom har hans författarskap och filmproduktion givit upphov till ett flertal seriealbum och serietidningar, exempelvis Hellraiser, Nightbreed, Pinhead, The Harrowers, Book of the Damned och Jihad.

## Citat om Clive Barker
"To call Clive Barker a 'horror novelist' would be like calling the Beatles a 'garage band'... He is the great imaginer of our time. He knows not only our greatest fears, but also what delights us, what turns us on, and what is truly holy in the world. Haunting, bizarre, beautiful. These are words we can use to describe Clive Barker only until we invent new, more fitting adjectives."   -Quentin Tarantino
"I think Clive Barker is so good that I am literally tongue-tied. He makes the rest of us look like we’ve been asleep for the past ten years."  -Stephen King
"A powerful and fascinating writer with a brilliant imagination... an outstanding storyteller"   -JG Ballard
"Nothing is off-limits to this free-range fabulist. He can fold a dusty Persian carpet into the contours of the world itself and wring delight from every lustrous thread."  -Armistead Maupin
"Barker is one of the few writers who has altered an entire field: more than anyone since Lovecraft, he has changed the shape, the corporeality of horror."  -China Miéville

## Filmografi
- 1973 - Salome
- 1987 - Hellraiser
- 1988 - Hellbound: Hellraiser II
- 1990 - Nightbreed
- 1992 - Hellraiser III: Hell on Earth
- 1992 - Candyman
- 1995 - Lord of Illusions
- 1998 - Gods and Monsters
- 2008 - The Midnight Meat Train

## Skådespel
- Incarnations
- Forms of Heaven